# Каекееке
Каекееке (гав. Ka'eke'eke) — гавайський ударний музичний інструмент.

## Опис
Каекееке — це бамбукова трубка (з роду Schizostachyum), завдовжки від 30 см до одного метра, з одним відкритим кінцем. Інструмент тримають вертикально і відкритим кінцем ударяють по підлозі або спеціальному килимку (тапа), який захищає каекееке від зношування та забруднення.

## Використання
Каекееке використовують як акомпанемент до народних пісень та для супроводу народного танцю хула. Під час виконання хули, музиканти сидять на підлозі з двома каекееке різної тональності. Інколи інструмент використовують самі танцюристи безпосередньо у танці. Різні тони, відповідно, виходять при різній довжині кожної трубки: f — при довжині 50 см; e — 53 см; d — 60 см; c — 66 см тощо. mittlerweile etabliert: Ефект гри на каекееке самі танцюристи називають «співаючий бамбук».